# AS Mirebalais
El AS Mirebalais es un equipo de fútbol de Haití que juega en la Liga de fútbol de Haití, la liga de fútbol más importante del país.

## Historia
Fue fundado el 16 de agosto del año 2000 en la ciudad de Mirebalais luego de la fusión de todos los equipos de la ciudad con tal de que la ciudad tuviera un equipo único y han sido campeones de la máxima categoría en 2 ocasiones y han ganado un título de copa.
A nivel internacional han participado en un torneo continental, el Campeonato de Clubes de la CFU 2014, en el cual fueron eliminados en la primera ronda, la cual se jugó en Haití.

## Palmarés
- Liga de fútbol de Haití: 2

2005-A, 2013
- Segunda División de Haití: 1

2003
- Copa de Haití: 1

2008

## Jugadores destacados
- Wings Pierre-Louis

## Gerencia
| Puesto             | Nombre               |
| ------------------ | -------------------- |
| Presidente         | Grégoire Chevry      |
| Vicepresidente     | Nady Gaston          |
| Vicepresidente     | Fédé Jean Michel     |
| Secretario General | Markinzy Joseph      |
| Tesorero           | Paul Anglade         |
| Delegado           | Montas Jean Baptiste |

- Fuente:[2]